# 永安镇 (凤冈县)
永安镇，是中华人民共和国贵州省遵义市凤冈县下辖的一个乡镇级行政单位。

## 行政区划
永安镇下辖以下地区：
永隆社区、永安村、田坝村、崇新村和龙山村。